# Overland Route

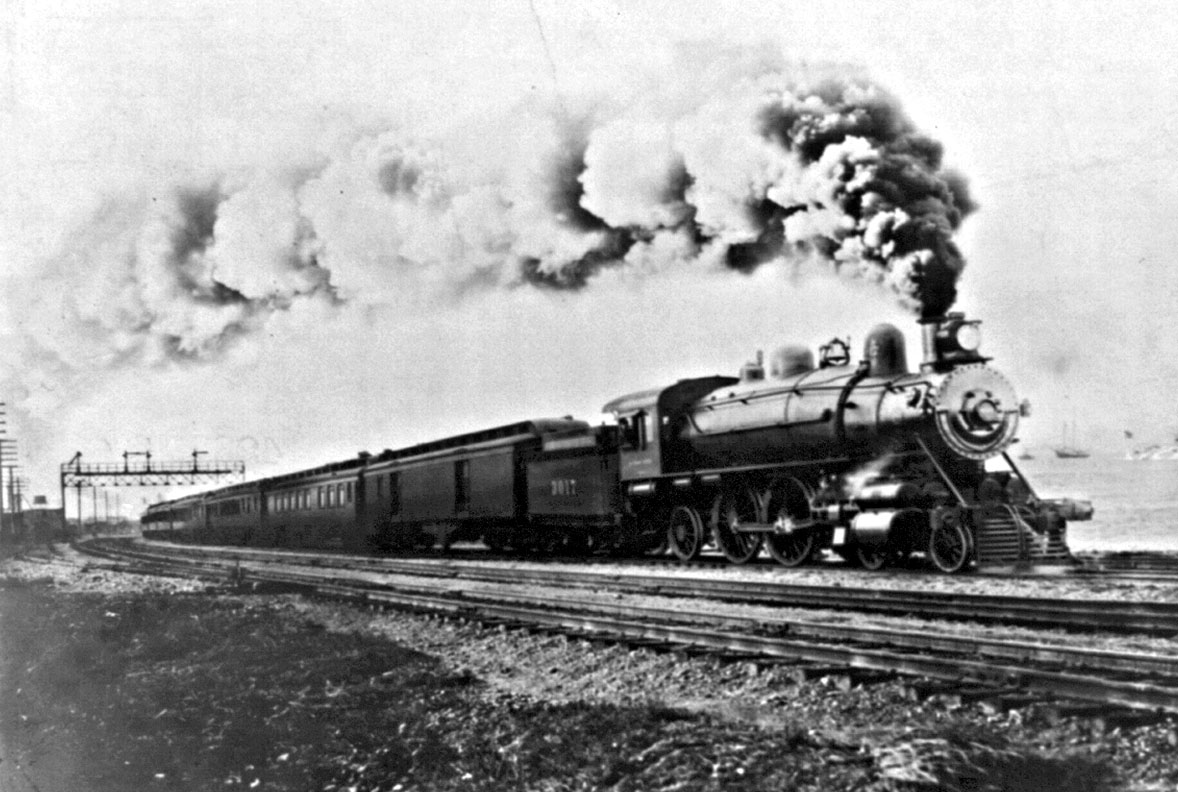
Overland Limited lämnar Sixteenth Street Station i Oakland, Kalifornien 1906, för färden österut över kontinenten.

Overland Route är en tidigare järnvägslinje genom västra USA som drevs tillsammans av Central Pacific Railroad och Union Pacific Railroad, med sin västra ändpunkt i San Francisco, Kalifornien och den östra i Council Bluffs, Iowa, öster om Omaha. Den drevs över spåren som byggdes för den första Transamerikanska järnvägen och togs i drift längs hela sträckningen 10 maj 1869. Bland de passagerartåg som trafikerade sträckan fanns Overland Flyer, senare kallad Overland Limited, som även hade vidare förbindelse mot Chicago. Även om passagerartrafiken längs större delen av denna sträckning idag är nedlagd, ingår spåren i Union Pacifics nät som en viktig öst-västlig godsförbindelse mellan norra Kalifornien och Chicago. Det enda passagerartåg som idag trafikerar sträckningen mellan San Franciscobukten och Omaha idag är Amtraks California Zephyr, som tar en sydligare och mer turismanpassad väg genom Klippiga Bergen över Salt Lake City och Denver.

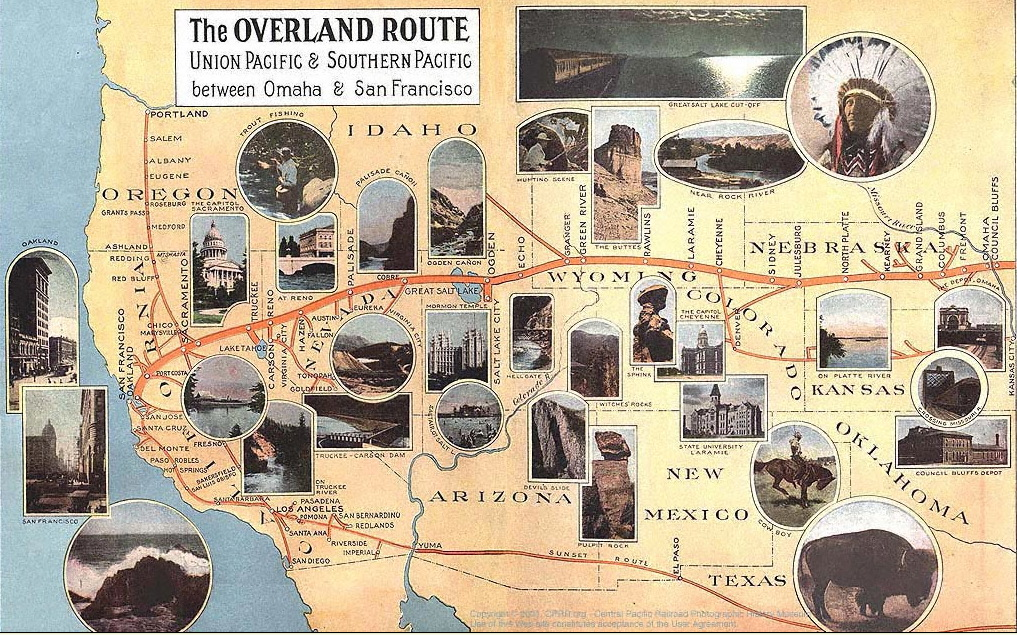
Overland Route på en karta från 1908, då Central Pacific köpts upp av Southern Pacific Railroad.